# John Sanchez (Politiker)

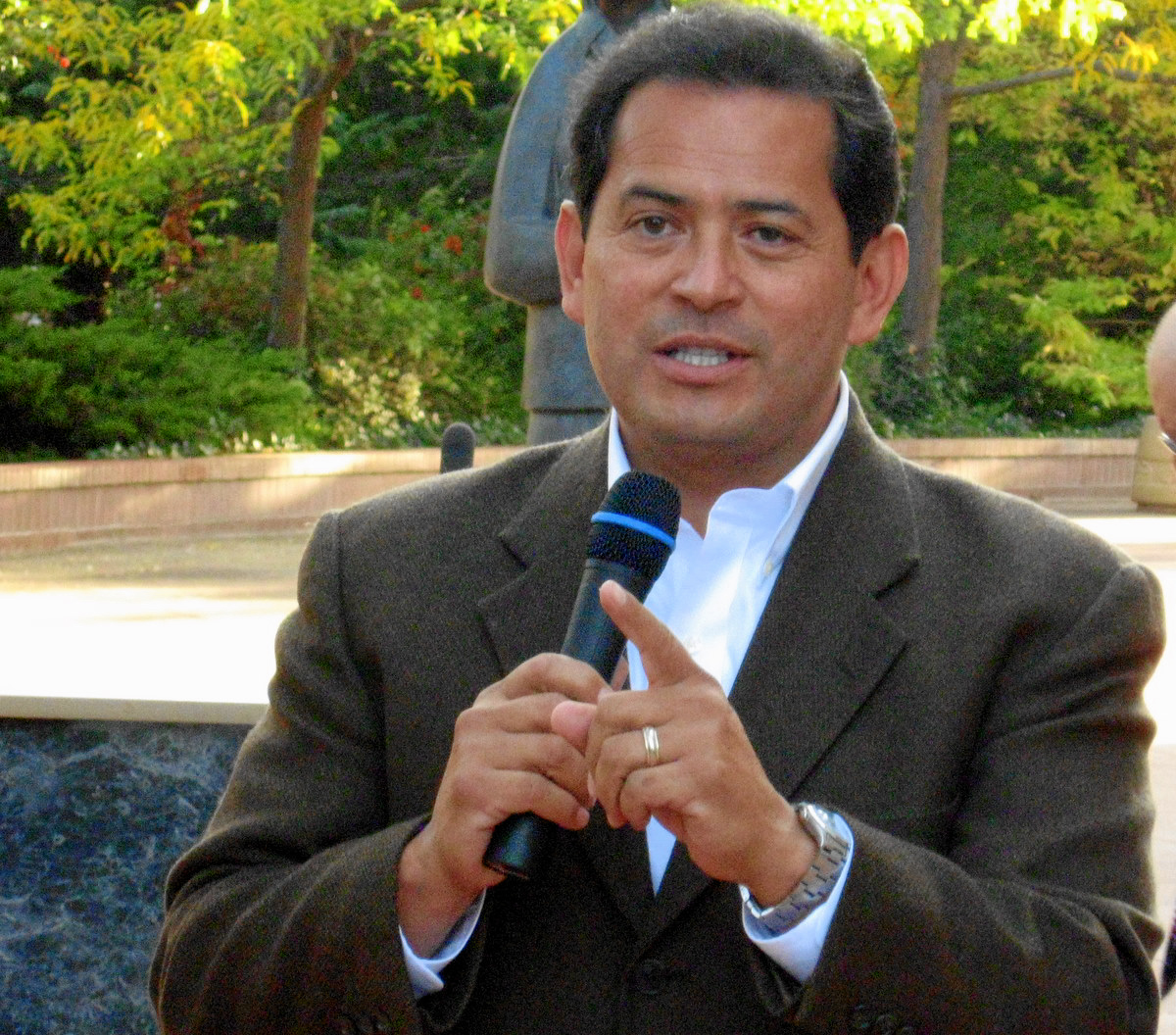
John Sanchez (2010)

John A. Sanchez (* 1963 in Albuquerque,  New Mexico) ist ein US-amerikanischer Politiker. Von 2011 bis 2019 war er Vizegouverneur des Bundesstaates New Mexico.

## Werdegang
John Sanchez absolvierte die High School. Später gründete er das in Albuquerque ansässige Kleinunternehmen Right Way Roofing. Politisch schloss er sich der Republikanischen Partei an. Zwischen 2001 und 2003 saß er als Abgeordneter im Repräsentantenhaus von New Mexico, in dem er sieben Ausschüssen angehörte. Dabei setzte er sich für eine Reform des Bildungswesens seines Staates ein. Im Jahr 2002 kandidierte er erfolglos für das Amt des Gouverneurs von New Mexico.
2010 wurde Sanchez an der Seite von Susana Martinez zum Vizegouverneur von New Mexico gewählt. Dieses Amt bekleidete er seit dem 1. Januar 2011. Dabei ist er Stellvertreter der Gouverneurin und Vorsitzender des Staatssenats. Im Jahr 2011 kandidierte er zunächst in den Vorwahlen zum US-Senat, zog seine Bewerbung aber am 9. Februar 2012  wieder zurück. Im Jahr 2014 wurden sowohl die Gouverneurin als auch ihr Stellvertreter in ihren Ämtern bestätigt.